# Pseudocoleia mazzolenii
La Pseudocoleia mazzolenii Garassino & Teruzzi, 1993 è un crostaceo, i cui resti fossili sono stati rinvenuti, dal Angelo Mazzoleni, in località Ponte Giurino, valle Imagna (Bergamo).
P. mazzolenii un erionide del periodo norico-retico, il più antico del suo genere mai scoperto nel mondo. I reperti fossili, tra cui anche un rettile volante giovane della specie eudimorphodon ranzii, ritrovati da. Angelo Mazzoleni, appassionato di paleontologia cui è stato dedicato il nome di questa nuova specie fossile, sono esposti  al museo paleontologico di Bergamo.